# Rodovia Transamazônica
A BR-230, também conhecida como Rodovia Transamazônica, é uma rodovia federal transversal do Brasil, com extensão implantada de 4 260 km (5 662,60 quilômetros incluindo os trechos não construídos). Foi criada durante o Governo Emílio Médici, sendo uma das obras inacabadas devido às suas proporções enormes, realizadas durante o período da ditadura militar. Ao extremo leste (na região Nordeste), se inicia na cidade de Cabedelo, no estado da Paraíba; enquanto que ao extremo oeste (na região Norte), se inicia na cidade de Lábrea, no estado do Amazonas.

## História
Planejada para integrar melhor o Norte brasileiro com o resto do país, foi inaugurada em 27 de agosto de 1972 ainda inacabada e faltando vários trechos a serem asfaltados. Inicialmente projetada para ser uma rodovia pavimentada com 8 mil quilômetros de comprimento, conectando as regiões Norte e Nordeste do Brasil com o Peru e o Equador, não sofreu maiores modificações desde sua inauguração. Depois o projeto foi modificado para 4 977 km até Benjamin Constant, porém a construção foi interrompida em Lábrea totalizando 4 260 km.
Os trabalhadores ficavam completamente isolados e sem comunicação por meses. Alguma informação era obtida apenas nas visitas ocasionais a algumas cidades próximas. O transporte geralmente era feito por pequenos aviões, que usavam pistas totalmente precárias.
Por não ser pavimentada, o trânsito na Rodovia Transamazônica é impraticável nas épocas de chuva na região (entre outubro e março). Os genocídios e desmatamento em áreas próximas à rodovia são um sério problema ocasionado por sua construção e é muito criticado pelos povos indígenas e ambientalistas.

## Características

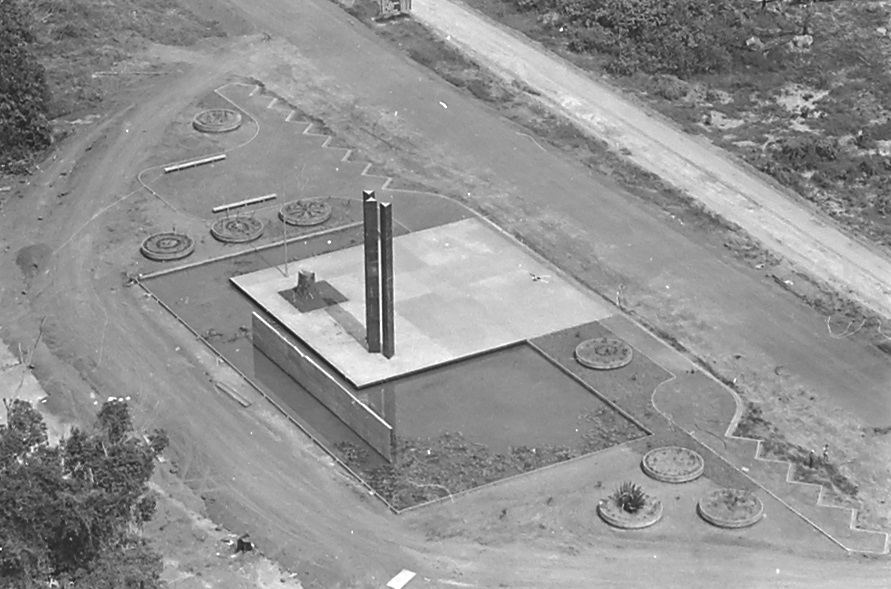
Monumento que marca o início da construção da Rodovia Transamazônica, conhecido como “Pau do Presidente”, Altamira (PA)

A BR-230 ou Transamazônica é uma rodovia transversal, considerada a terceira mais longa rodovia do Brasil, com 4 260 km de extensão, ligando cidade portuária de Cabedelo na Paraíba ao município de Lábrea, no Amazonas cortando algumas das principais cidades do estado do Pará: Marabá, Altamira e Itaituba.
Na Paraíba representa o principal eixo de circulação de pessoas e mercadorias entre seus municípios, tendo como referencial o porto de Cabedelo e as cidades de João Pessoa, Campina Grande, Patos, Pombal, Sousa e Cajazeiras, os maiores polos econômicos do estado. Percorre o solo paraibano por 521 km, com boa condição de tráfego até a divisa com o estado do Ceará.
O segmento de 147,6 quilômetros de extensão entre Cabedelo - onde se encontra o seu marco 0 - e Campina Grande, passando pela Grande João Pessoa e outros municípios, foi duplicado no governo FHC. É esperado uma duplicação adicional entre os municípios de Campina Grande e Cajazeiras.
Próximo à cidade de Altamira, no Pará, localiza-se o monumento Pau do Presidente, inaugurado em 27 de setembro de 1972. O monumento tanto o início da construção da Rodovia Transamazônica, celebrada em 9 de outubro de 1970, quanto a entrega do primeiro trecho construído.

## Desmatamento e conservação
A construção de vias e rodovias é apontado como uma das grandes causas diretas do desmatamento no Brasil, assim como facilitam o transporte de madeira ilegal, grilagem e garimpagem.  Imagens de satélite mostram como ruas aumentam o desmatamento. Vias de acesso perpendiculares à BR-230 permitem penetração profunda às matas locais. Originalmente, as rodovias foram abertas para abrir acesso à agricultores pelos colonos da região, o governo cunhou o lema "terra sem homens para homens sem terras" para descrever o desenvolvimento da região amazônica. No entanto, madeireiros usaram as rodovias para desmatar mais áreas das redondezas.
Várias unidades de conservação estão sendo criadas ao longo da rota da rodovia em um esforço para reprimir desmatamentos e para o manejo sustentável das florestas, com o uso da Gestão florestal, ramo da engenharia florestal. Na região oeste que vai de Lábrea à Humaitá, um parque totalmente protegido, o Parque Nacional Mapinguari, que está ao sul da rodovia e o uso sustentável da Floresta Nacional de Balata-Tufari que se encontra ao norte.
À leste de Humaitá a Floresta Nacional de Humaitá está ao sul da rodovia, com o Parque Nacional dos Campos Amazônicos e o Parque Nacional do Juruena.

## Percurso
A partir do km 0 em Cabedelo (PB), algumas das cidades localizadas às margens ou próximas à BR-230 são as seguintes:

### Paraíba
- Cabedelo - Ponto extremo Leste

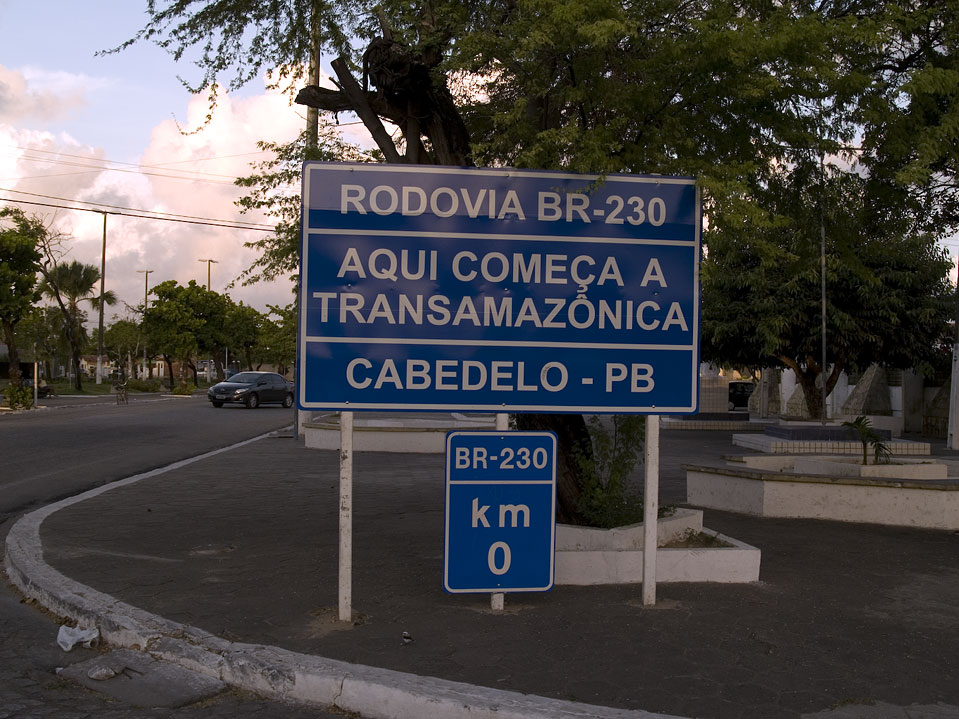
Início da Transamazônica em Cabedelo

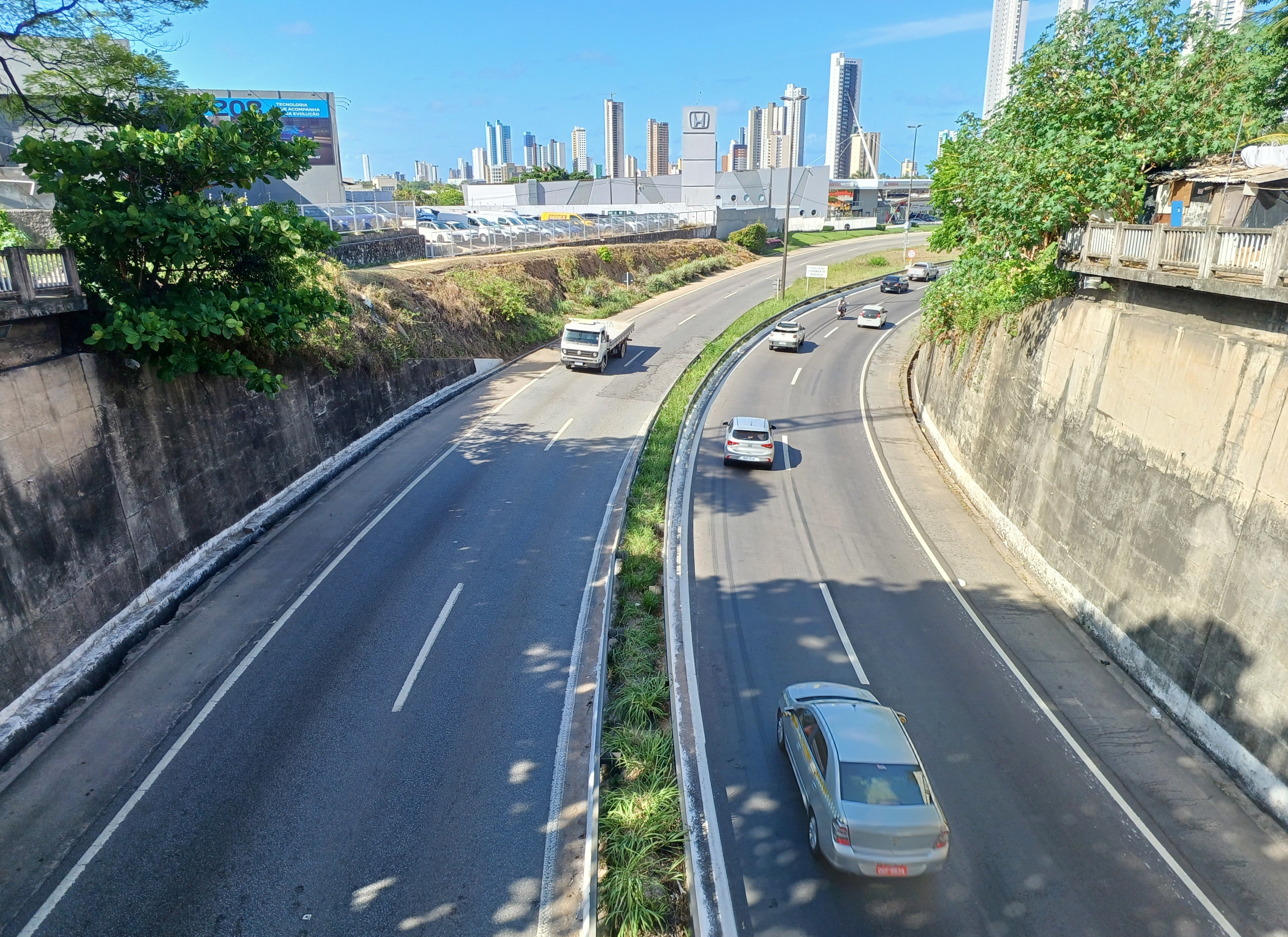
Trecho da rodovia em João Pessoa, entre os quilômetros 17 e 18

- João Pessoa - Interseção com a BR-101
  - Acesso ao Recife (Pernambuco)
- Bayeux
- Santa Rita - Interseção com a BR-101
  - Acesso a Natal (Rio Grande do Norte)
- Cruz do Espírito Santo
- Sobrado
- Caldas Brandão
- Gurinhém
- Mogeiro
- Ingá
- Riachão do Bacamarte
- São Miguel de Taipu
- Massaranduba
- Campina Grande - Interseção com a BR-104 Acesso a Caruaru, com a BR-408 e com a BR-412
- Soledade
- Juazeirinho
- Junco do Seridó
- Santa Luzia
- São Mamede
- Patos
  - Interseção com a BR-110 e BR-361
- Malta
- Condado
- São Bentinho
  - Interseção com a BR-426
- Pombal
  - Interseção com a BR-427
- Aparecida
- Sousa
- Marizópolis
  - Interseção com a BR-405
- Cajazeiras
- Bom Jesus

### Ceará
- Ipaumirim
  - Interseção com a BR-116, acesso a Fortaleza
- Lavras da Mangabeira
- Várzea Alegre
- Farias Brito
- Assaré
- Antonina do Norte
- Campos Sales

### Piauí
- Fronteiras
- Acesso a Marcolândia
- Vila Nova do Piauí
- Campo Grande do Piauí
- Acesso a Santo Antônio de Lisboa
- Picos
- Dom Expedito Lopes
- Acesso a Teresina
- São João da Varjota
- Oeiras
- Nazaré do Piauí
- Acesso a Amarante
- Floriano

### Maranhão
- Barão de Grajaú
- São João dos Patos
- Orozimbo, pertencente ao município de Paraibano e acesso à BR-135 levando à capital São Luís
- Pastos Bons
- São Domingos do Azeitão
- Acesso à Loreto (pela MA-373)
- São Raimundo das Mangabeiras
- Balsas
- Riachão
- Carolina
- Estreito

### Tocantins
- Aguiarnópolis
- Nazaré/Santa Terezinha do Tocantins (a 2 e a 3 km da rodovia, respectivamente)
- Luzinópolis
- Cachoeirinha (a 2 km da rodovia)
- São Bento do Tocantins
- Araguatins (a 8 km da rodovia)
  - Acesso pela TO-010 no povoado Transaraguaia
  - Travessia sobre o Rio Araguaia

### Pará

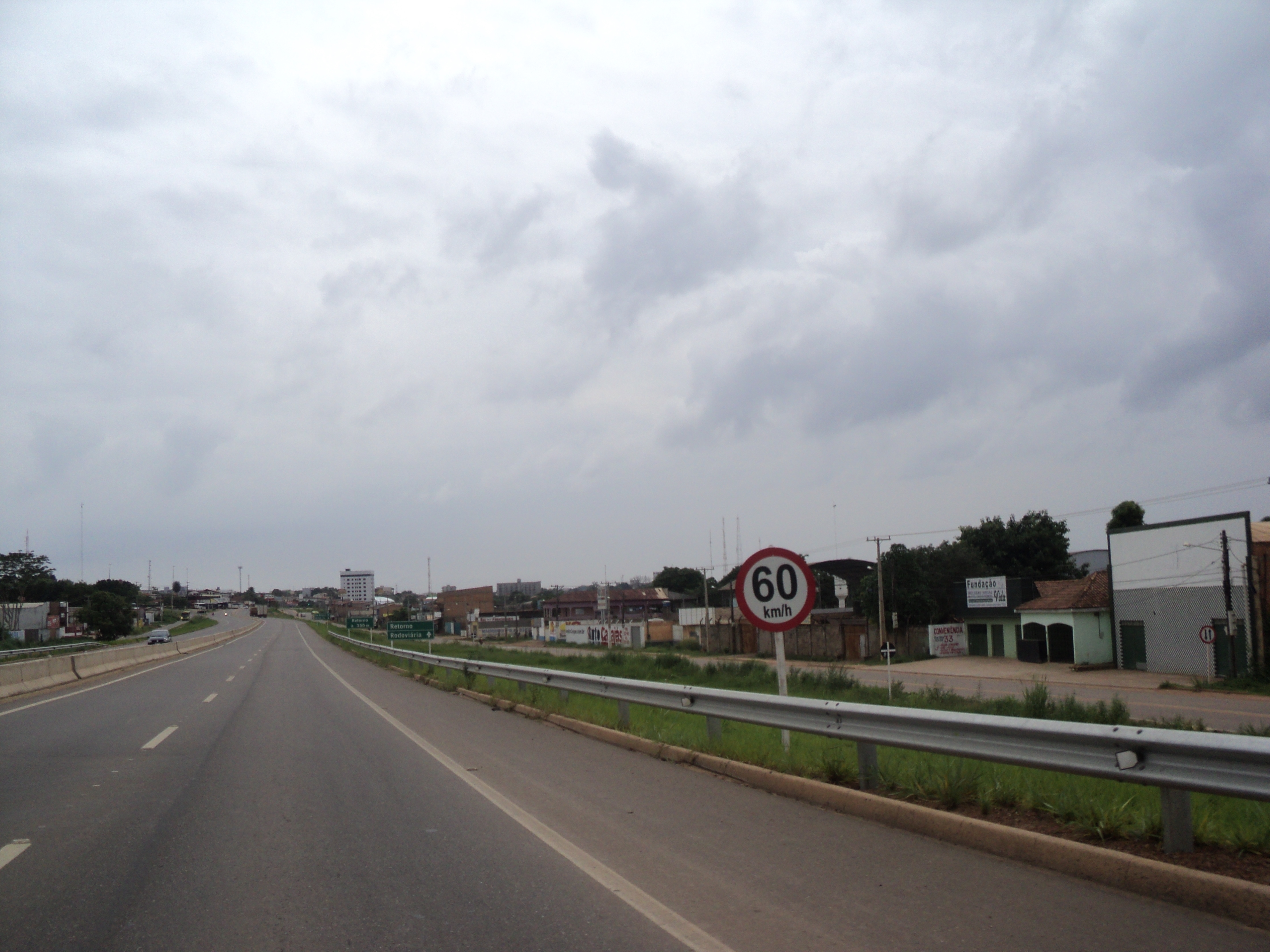
Rodovia Transamazônica duplicada em Marabá no Pará

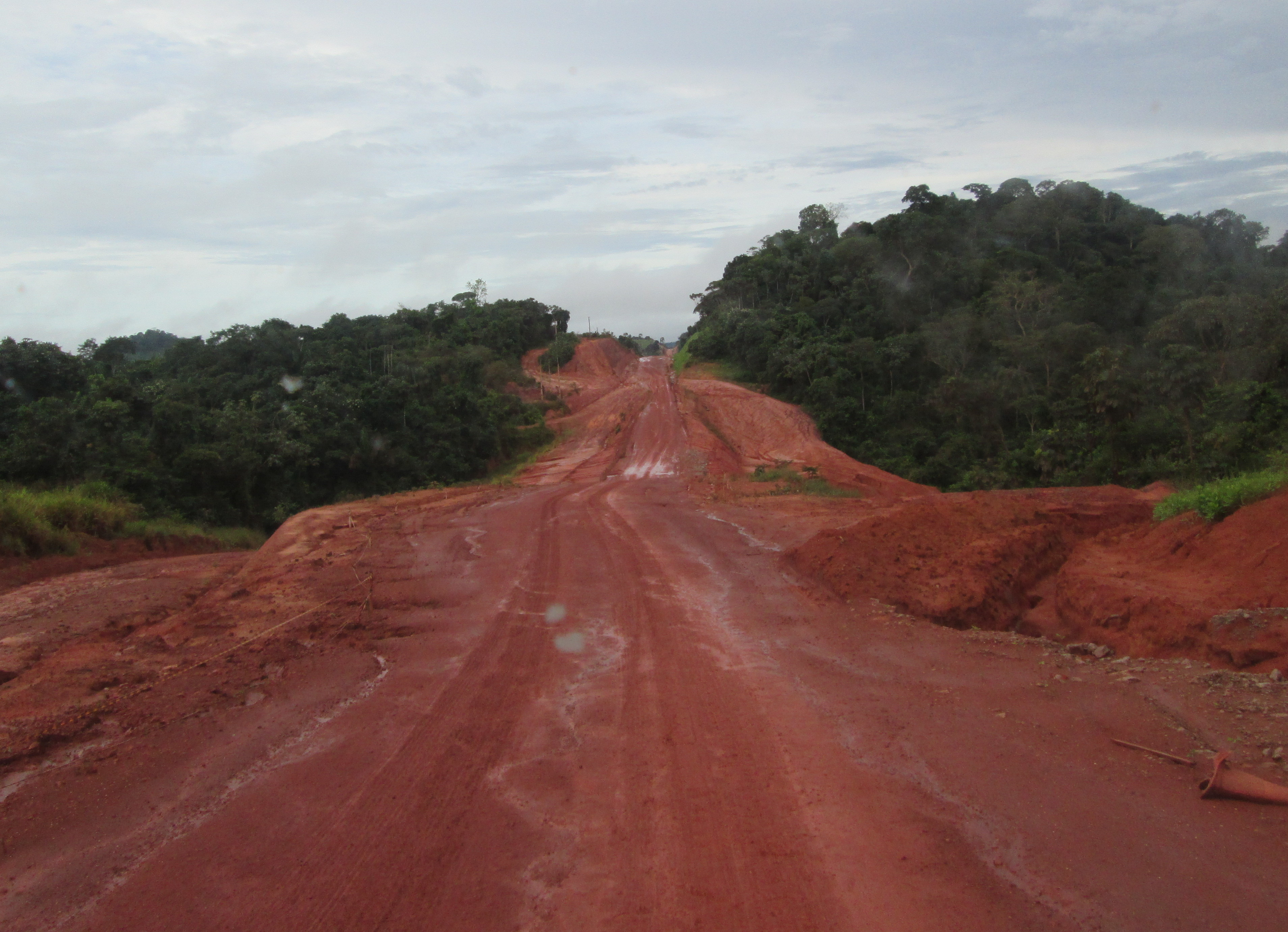
Rodovia Transamazônica entre Rurópolis e Uruará, Pará

- Palestina do Pará (centro da cidade a 6 km da rodovia)
- Brejo Grande do Araguaia (a 2 km da rodovia)
- São Domingos do Araguaia (a 4 km da rodovia)
- Marabá
  - Acesso a Belém (Pará)
  - Acesso a Palmas (Tocantins)
  - Acesso a Goiânia (Goiás)
  - Acesso a Brasília, capital federal
  - Acesso a Parauapebas, a Xinguara e a Redenção pela BR-155
- Itupiranga
- Novo Repartimento
  - Acesso a Tucuruí pela BR-422
- Pacajá
- Anapu
  - Travessia sobre o Rio Xingu
- Altamira
  - Acesso a Vitória do Xingu pela PA-415
- Brasil Novo
- Medicilândia
- Uruará
- Placas
- Rurópolis
  - Acesso a Belterra e a Santarém pela BR-163 (Rodovia Cuiabá-Santarém)
- Campo Verde (distrito do município de Itaituba)
  - Acesso a Trairão, a Novo Progresso e a Cuiabá (MT) pela BR-163
- Itaituba
  - Travessia sobre o Rio Tapajós
- Jacareacanga (a 7 km da rodovia)

### Amazonas
- Maués
- Apuí
- Novo Aripuanã
- Manicoré
- Humaitá
  - Acessos a Porto Velho (RO) e a Manaus pela BR-319
- Canutama
- Lábrea

## Galeria

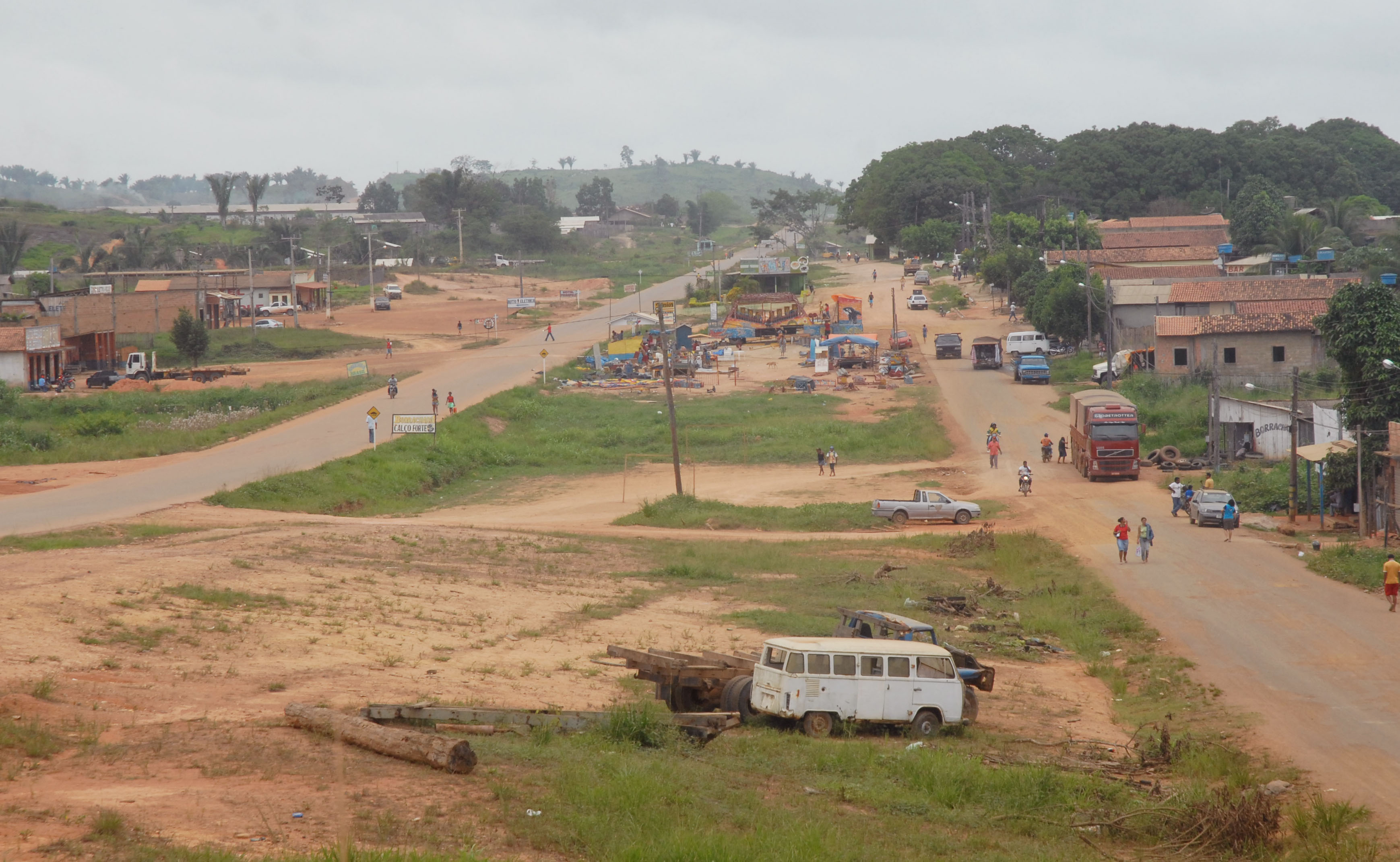
A BR-230 (esq.) na cidade de Anapu (PA)
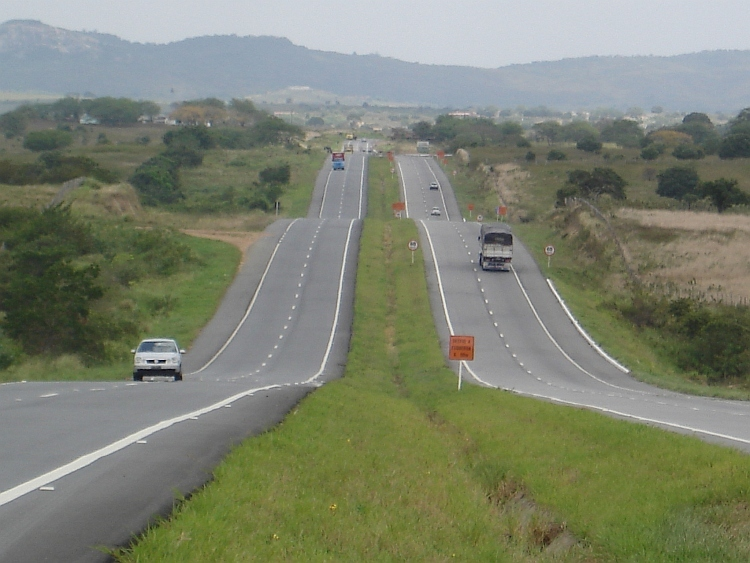
Rodovia Gov. Antônio Mariz nome atribuído a BR-230 no trecho duplicado entre Campina Grande (PB) e João Pessoa (PB)
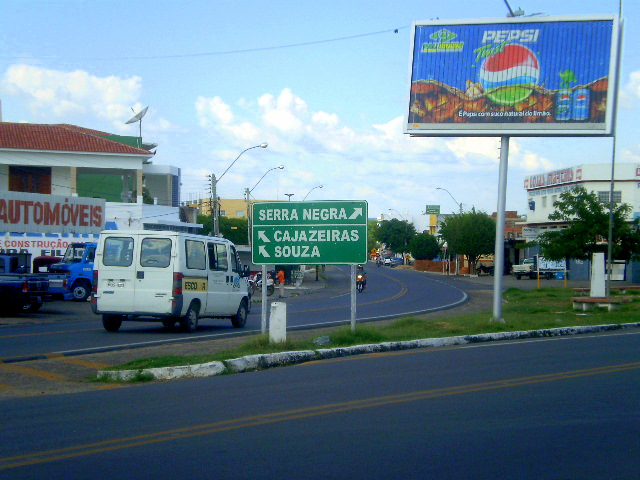
A BR-230 na cidade de Pombal (PB)